# Leiomelus brunneifrons
Leiomelus brunneifrons is een rechtvleugelig insect uit de familie Anostostomatidae. De wetenschappelijke naam van deze soort is voor het eerst geldig gepubliceerd in 1936 door Ander.